# Maria von Wedemeyer
 
Maria Friederike von Wedemeyer (Pätzig, district Königsberg (Neumark) , 23 april 1924 - Boston, 16 november 1977), als gehuwde vanaf 1949 Maria Schniewind (gescheiden 1955), als gehuwde vanaf 1959 Maria Weller (gescheiden 1965), was een Duitse computerwetenschapper en manager die tegenwoordig vooral bekend is als de verloofde van de protestantse theoloog en verzetsstrijder tegen het Nationaalsocialisme Dietrich Bonhoeffer.

## Jeugd

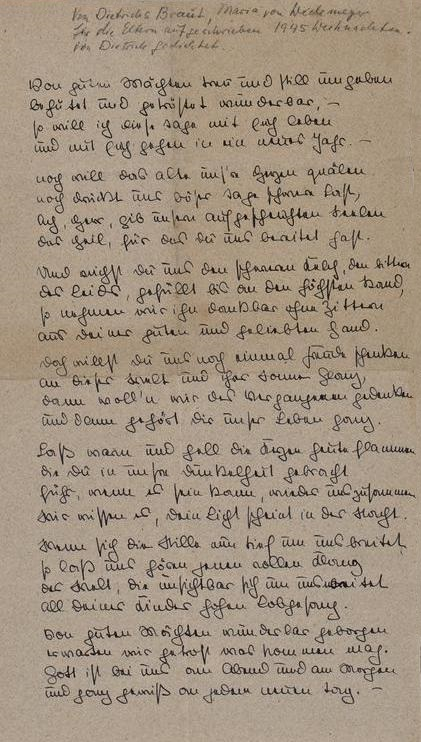
Maria von Wedemeyer's kopie van Dietrich Bonhoeffers gedicht Over goede krachten

Von Wedemeyer werd geboren in 1924 als dochter van de Neumarkse landeigenaar Hans von Wedemeyer- Pätzig en zijn vrouw Ruth, geboren von Kleist. Haar grootmoeder van moederskant was Ruth von Kleist-Retzow. Via haar ontmoette ze Dietrich Bonhoeffer. Andere familieleden kwamen uit Pruisische adellijke families, waaronder de familie von Bismarck .

## Verloving met Bonhoeffer
Wedemeyer groeide op op het landgoed van haar ouders in Pätzig in der Neumark. Ze verloofde zich op 13 januari 1943 met de theoloog Dietrich Bonhoeffer. Ze was toen 18 jaar. Kort na de verloving werd Bonhoeffer op 5 april 1943 gearresteerd. Hij en Maria correspondeerden tijdens zijn gevangenschap in de gevangenis van Tegel en ze mocht hem af en toe bezoeken, maar nadat hij betrokken was bij het complot om Hitler te vermoorden werd hij overgebracht naar een zwaarbeveiligde Gestapo-gevangenis en mocht hij geen verder contact hebben met haar of zijn familie.
Bonhoeffer en de meeste andere gevangengenomen leden van het complot werden uiteindelijk vlak voor het einde van de oorlog geëxecuteerd. Bonhoeffer werd op 8 april 1945 opgehangen in het concentratiekamp Flossenbürg. Bonhoeffers resterende bezittingen uit zijn tijd in de gevangenis werden teruggegeven aan zijn ouders, inclusief de brieven die Maria hem had geschreven. Zijn ouders hebben die brieven aan Maria teruggestuurd, waardoor zij in het bezit was van hun (in wezen) volledige correspondentie.

## Carrière
Na de oorlog studeerde ze wiskunde in Göttingen en vanaf 1948 kreeg ze een beurs voor het Bryn Mawr College in de buurt van Philadelphia, waar ze in 1950 afstudeerde met een MA. In 1949 keerde ze terug naar Duitsland om te trouwen met Paul-Werner Schniewind, zoon van de theoloog Julius Schniewind. Ze besloten te emigreren naar de Verenigde Staten. Ze kregen twee zonen, maar het huwelijk eindigde uiteindelijk in een scheiding.
Ze vond aanvankelijk werk als statisticus, maar stapte al snel over naar het programmeren bij het baanbrekende computerbedrijf Remington Rand UNIVAC. In 1959 trouwde ze met de Amerikaanse fabrikant Barton Weller, maar ook dit huwelijk strandde in 1965. Na haar scheiding van Weller keerde ze terug naar de computerindustrie. Ze ging werken bij Honeywell Information Systems, dat in de buurt van Boston was gevestigd. Daar maakte ze de overstap van technisch medewerker naar een reeks managementfuncties.

## Correspondentie met Bonhoeffer
In 1966 schonk ze de Bonhoeffer-brieven en manuscripten die ze bezat aan de Houghton Library van de Harvard University, waarvan de toegang tot 2002 beperkt was. Geselecteerde fragmenten uit de brieven publiceerde ze in 1967 onder de titel "Brieven uit de gevangenis" in het tijdschrift van het Union Theological Seminary.  De publicatie van dit artikel leidde tot uitgebreide berichtgeving in de media - met artikelen op de voorpagina van de New York Times, en in TIME, Newsweek en andere publicaties.
Ze overleed in 1977 op 53-jarige leeftijd aan kanker in het Massachusetts General Hospital, Boston. De urn met de as van Maria von Wedemeyer werd begraven in het familiegraf van de Wedemeyers in Gernsbach, waar sinds september 2009 een plaquette van de beeldhouwer Andreas Helmling op de kerkhofkapel haar herdenkt.
Vijftien jaar na haar dood werd de volledige correspondentie met Bonhoeffer gepubliceerd door haar oudere zus, Ruth-Alice von Bismarck (echtgenote van Klaus von Bismarck ) als Brautbriefe Zelle 92 - Dietrich Bonhoeffer / Maria von Wedemeyer 1943-1945. Dit boek is vervolgens vertaald in het Engels, Nederlands, Frans, Japans en andere talen.